# Сельца-Млыновские
Сельца-Млыновские (укр. Сільця-Млинівські) — село в Ратновской поселковой общине Ковельского района Волынской области Украины.
До 2020 года входило в Ратновский район.
Возле села проходит Украинско-белорусская граница.
Код КОАТУУ — 0724285505. Население по переписи 2001 года составляет 94 человека. Почтовый индекс — 44110. Телефонный код — 3366. Занимает площадь 0,356 км².